# 里奇蒙公爵夫人號郵輪
里奇蒙公爵夫人號郵輪（SS Duchess of Richmond）是一艘遠洋定期船，該船隻建於1928年，建造地點位於苏格兰克萊德班克，建造公司是John Brown & Company，該船的使用方是昌兴轮船公司。 該船隻夏季往來於加拿大蒙特利尔和英國利物浦。1947年，該船隻更名為改名為加拿大皇后號（RMS Empress of Canada）。該船隻於1954年報廢。